# Albena Denkova
Albena Petrova Denkova (în bulgară Албена Петрова Денкова, n. 3 decembrie 1974, Sofia, Republica Populară Bulgaria) este o patinatoare bulgară. Cu partenerul și logodnicul Maxim Staviski, ea a devenit de doua ori (2006–2007) campioană mondială, de două ori (2003–2004) medaliată cu argint la Campionatul European, și a ajuns în finala Grand Prixului din 2006. Denkova și Staviski sunt primii bulgari medaliați la Campionatul Mondial de patinaj artistic.

## Cariera
Denkova a început să practice gimnastică la vârsta de patru ani, și a trecut la patinaj artistic la aproximativ 8 sau 9 ani. S-a apucat de dans pe gheață la vârsta de 12 ani. Primul ei partener de dans pe gheață a fost Hristo Nikolov, dar s-au despărțit din cauza neînțelegerilor. În 1996, și-a găsit un alt partener, Maxim Staviski, cu care a concurat pentru prima dată la Moscova și s-a mutat la Sofia pentru a concura cu el pentru Bulgaria. Cei doi au format un cuplu și în afara ringului de patinaj. În septembrie 2000, Denkova și Staviski au început să-și împartă timpul între Sofia și Odintsovo, în apropiere de Moscova, Rusia, unde au lucrat cu antrenorul Alexei Gorshkov și coregraful Serghei Petuhov.
Perechea Denkova / Staviski s-a retras de la Campionatele Europene de Patinaj din 2000 după ce Staviski s-a îmbolnăvit de pneumonie. La Campionatele Europene din 2008 a terminat pe locul 8, cel mai bun rezultat al ei de la acea data.
În octombrie 2006, Denkova a fost aleasă ca președinte a Federației de Patinaj a Bulgariei.

## Viața personală
Denkova și Staviski sunt logodiți și doresc să se căsătorească. Fiul lor, Daniel s-a născut pe 30 ianuarie 2011. Denkova are o soră vitregă mai mică, Ina Demireva, care este, de asemenea, patinatoare. Cumnatul ei este patinatorul Andrei Lutai. Denkova deține o diplomă în economie de la Universitatea din Sofia.

## Legături externe
Materiale media legate de Albena Denkova la Wikimedia Commons
- Albena Denkova / Maxim Staviski pe site-ul Uniunii Internaționale de Patinaj
- Site-ul oficial al perechii Denkova / Staviski
- en Albena Denkova la Olympedia.org